# A Maldição de Marialva
A Maldição de Marialva é um filme português de ficção histórica e fantasia, realizado por António de Macedo em 1989, com Lídia Franco, Carlos Daniel, Carlos Santos, Fernando Candeias, Julie Sergeant, Raquel Maria, Natália Luiza, José Eduardo e Catarina Avelar nos principais papéis. Baseado na lenda tradicional portuguesa da Dama Pé-de-Cabra e no conto de Alexandre Herculano, o filme somente estreou no ano de 1991, sob o nome A Lenda de Marialva ou Os Anjos Também se Enganam, na televisão, sem passar pelas salas de cinema. Trata-se da única produção nacional a ambientar o seu enredo no Condado Portucalense durante a Idade Média.

## Produção
Criada pela RTP - Rádio e Televisão Portuguesa e a TVE - Televisión Española, no âmbito de um projecto desenvolvido em parceria com outras congéneres europeias, visando a realização de um conjunto de seis filmes inspirados em lendas e tradições populares de vários países, a realização da longa-metragem A Maldição de Marialva foi encomendada ao realizador António de Macedo e à sua produtora Cinequanon. Filmada na vila de Marialva, em Mêda, em 1989, teve a sua ante-estreia a 22 de janeiro de 1990 no auditório da RTP, em Lisboa, passando posteriormente por alguns festivais de cinema nacionais antes da sua estreia oficial a 14 de novembro de 1991 na RTP1, onde foi emitida como um episódio da série europeia Sabbath.

## Sinopse
Durante a reconquista cristã, estranhos e violentos eventos assombram a povoação de Alva, na Beira Alta, e a regência do cavaleiro visigodo D. Gunefredo após a inesperada chegada da misteriosa Condessa Maria Alva. Desconfiados dos poderes demoníacos da condessa, Hélio e um jovem pajem decidem desmascarar a sua nova regente e salvar a população antes do Juízo Final.

## Elenco
- Lídia Franco, como Maria Alva
- Carlos Daniel, como Hélio
- Carlos Santos, como D. Gunefredo
- Catarina Avelar, como D. Astrília
- Fernando Candeias, como D. Goterre
- José Eduardo, como Viliulfo
- Julie Sergeant, como Lovesenda
- Natália Luiza, como Celeste
- Raquel Maria, como Arosinda
- Rolando Alves, como Arcipreste
- Vítor Teles, como Lovegildo
- Manuela Cassola, como Maria Alva velha
- José Rodrigues, como Vílico
- Paulo Matos, como Pero Godes
- Jorge Vieira, como Godes Mateiro
- Jeremias de Almoçageme, como Beraldo Godes
- Adelaide João, como 1ª Mulher do povo
- Ofélia Drummond, como 2ª Mulher do povo
- Hernâni Paquete, como 1º Homem do povo
- José Faro, como 2º Homem do povo
- João Grosso, como Cavaleiro
- Mendes da Silva, como Prelado
- José Borrego, como Bispo
- Rosa Castro André, como 1ª Aia
- Margarida de Sousa, como 2ª Aia
- Rosa Villa, como 3ª Aia
- Amélia Videira, como Aia Leocrícia
- Ângela Pinto, como Monja
- Alexandre Araújo, como 1º Demónio
- Paulo Araújo, como 2º Demónio
- Francisco Bráulio, como Almocreve
- Jorge Gonçalves, como Sapateiro
- Rosa Maria, como 1ª Vendedeira
- Conceição Aguiar, como 2ª Vendedeira
- Élia Henriques, como 3ª Vendedeira
- Carlos Rego, como Tanoeiro
- Rui Anjos, como Mendigo Mouro
- Salomé Marques, como Taberneira
- João Franco, como Taberneiro
- José Carlos Garcês, como Cordoeiro
- Fernanda Esmeralda, como Padeira
- Bento Martins, como Tecelão
- Rui Luís Brás, como Pajem
- Francisco Pestana, como Mercador
- José Alberto Pinheiro, como 1º Arqueiro
- Carlos Freitas, como 2º Arqueiro
- João Freitas, como 3º Arqueiro
- Fernando Agostinho, como 4º Arqueiro

## Competições e Prémios
| Ano  | Festival                                                                      | Categoria               | Classificação      |
| ---- | ----------------------------------------------------------------------------- | ----------------------- | ------------------ |
| 1990 | Fantasporto, Festival Internacional de Cinema Fantástico do Porto             | Melhor Filme Fantástico | Nomeado            |
| 2017 | Sitges Film Festival, Festival Internacional de Cinema Fantàstic de Catalunya | Selecção de Filmes      | Selecção de Filmes |